# フラッシュポイント (エルスワールド)
『フラッシュポイント』(Flashpoint)は、1999年から2000年にかけてDCコミックスからエルスワールドインプリントで出版されたリミテッド・シリーズである。脚本はパット・マクグリール、作画はノーム・ブレイフォーグルが担当した。

## あらすじ
ザ・フラッシュことバリー・アレンは、ベトナム戦争やピッグス湾事件が起こる前に阻止し、冷戦の回避に成功する。テキサス州ダラスでのケネディ大統領暗殺事件を阻止することも成功させるが、代わりに銃弾を浴びたバリーは四肢麻痺となってしまう。それ以降、スーパーヒーローとしての活動を引退したバリーだったが、それまでの活動から得た経験と知識を活かして、テレポート装置の開発など科学技術の発展に貢献した。
バリーは火星の植民地化計画の局長に任命され、プロジェクトを成功させる。火星の調査を行っていたウォーリー・ウェストとジェームズ・ジェシーが謎の人工物を発掘する。人工物は突然発光し、そのエネルギーを浴びたウォーリーは昏睡状態となってしまう。バリーはウォーリーを治療のために科学者ヴァンダル・サベッジのもとへ連れて行く。しかし、ヴァンダル・サベッジはウォーリーを治療するのではなくクローンを作る。
ウォーリーのクローンがヴァンダル・サベッジの研究施設から脱走し、バリーはクローンとなった甥の運命を憐れみ彼を保護する。テレポート装置を経由してクローンからエネルギーを抜き取っていくと、バリーは施設の設備を経由して身体能力を取り戻していった。バリーは再びフラッシュとなりヴァンダル・サベッジを追求するが、ヴァンダル・サベッジのエネルギー攻撃を受けたフラッシュは消滅してしまう。その直後、ケネディ大統領の命令でヴァンダル・サベッジは暗殺される。死亡したと思われていたザ・フラッシュことバリー・アレンだったが、彼は別の世界で生きていた。